# Niederbexbach
Niederbexbach ist seit 1974 ein Ortsteil der Stadt Bexbach.

## Lage
Niederbexbach liegt südöstlich von Bexbach, zwischen dem Neunkircher Stadtteil Kohlhof und dem Kirkeler Stadtteil Altstadt. Der Ortsteil ist eher ländlich orientiert.

## Geschichte
Das genaue Alter von Niederbexbach ist unbekannt. Die erste urkundliche Erwähnung findet sich 1310 in einer Schenkungsurkunde. Sicher ist auch, dass Niederbexbach längere Zeit zur Verwaltung des Klosters Wörschweiler gehörte. Die Entstehung des Dorfes wird den Franken zugeordnet und auf einen Zeitraum zwischen dem 8. und 11. Jahrhundert datiert. Die Kirche muss vor 1131 entstanden sein, da das Kloster Wörschweiler später keine Eigengründungen mehr vornahm. 1558 wurde Niederbexbach im Rahmen der Säkularisation dem Herzog von Zweibrücken übergeben. 1609 wurden in Niederbexbach 134 Einwohner gezählt.
Die erste Siedlung Niederbexbach ging im Dreißigjährigen Krieg unter. Eine Wiederbesiedlung erfolgte ab 1669. Bis 1696 ließen sich 18 Familien in Niederbexbach nieder. Der Ort wurde dann 1700 als Bann an 41 Grundbesitzer übergeben, von denen 18 Familien in dem Ort wohnten. Insgesamt waren nun 367 Einwohner sesshaft, zum Großteil Einwanderer aus der Schweiz und Tirol, sowie Hugenotten aus Frankreich. Insbesondere die Landwirtschaft war die Einnahmequelle des Dorfes. 1755 vertauschte Pfalz-Zweibrücken das Dorf an Nassau-Saarbrücken.
Um 1780 wurde das Holzauwehr an der Blies errichtet und 1789 eine Wässerungsanstalt. Im Ersten Koalitionskrieg wurde das Dorf mehrfach verwüstet. Um 1800 ging Niederbexbach zur Mairie Limbach im Kanton Waldmohr des Saardepartements. Zu dieser Zeit zählte das Dorf 224 Einwohner. Am 30. April 1816 geht das Gebiet, zu dem Niederbexbach gehört, an das Königreich Bayern. Niederbexbach blieb verwaltungsrechtlich an Limbach im Landkommissariat Homburg gebunden.
Im Zuge der Gebiets- und Verwaltungsreform im Saarland war die Zugehörigkeit umstritten. Tatsächlich fasste der Gemeinderat am 24. Mai 1973 den Entschluss, die Zugehörigkeit zu einer „Einheitsgemeinde Limbach“ zu beantragen. Diese wurde jedoch nicht gebildet. Gegen den Widerspruch der Niederbexbacher erfolgte am 1. Januar 1974 die Eingemeindung nach Bexbach.

## Politik

### Wappen
Am 12. Oktober 1968 wurde dem Ort sein Dorfwappen verliehen. Das Wappen auf grünem Grund zeigt einen Wellenbalken, der für den Gemeindenamensteil Bach steht, des Weiteren ist ein Mühlrad als Andenken an den ersten bekannten Grundherrn Peter Wadsack zu sehen und ein Dreiberg mit Geweih, der für den Hirschberg steht.

## Sehenswürdigkeiten

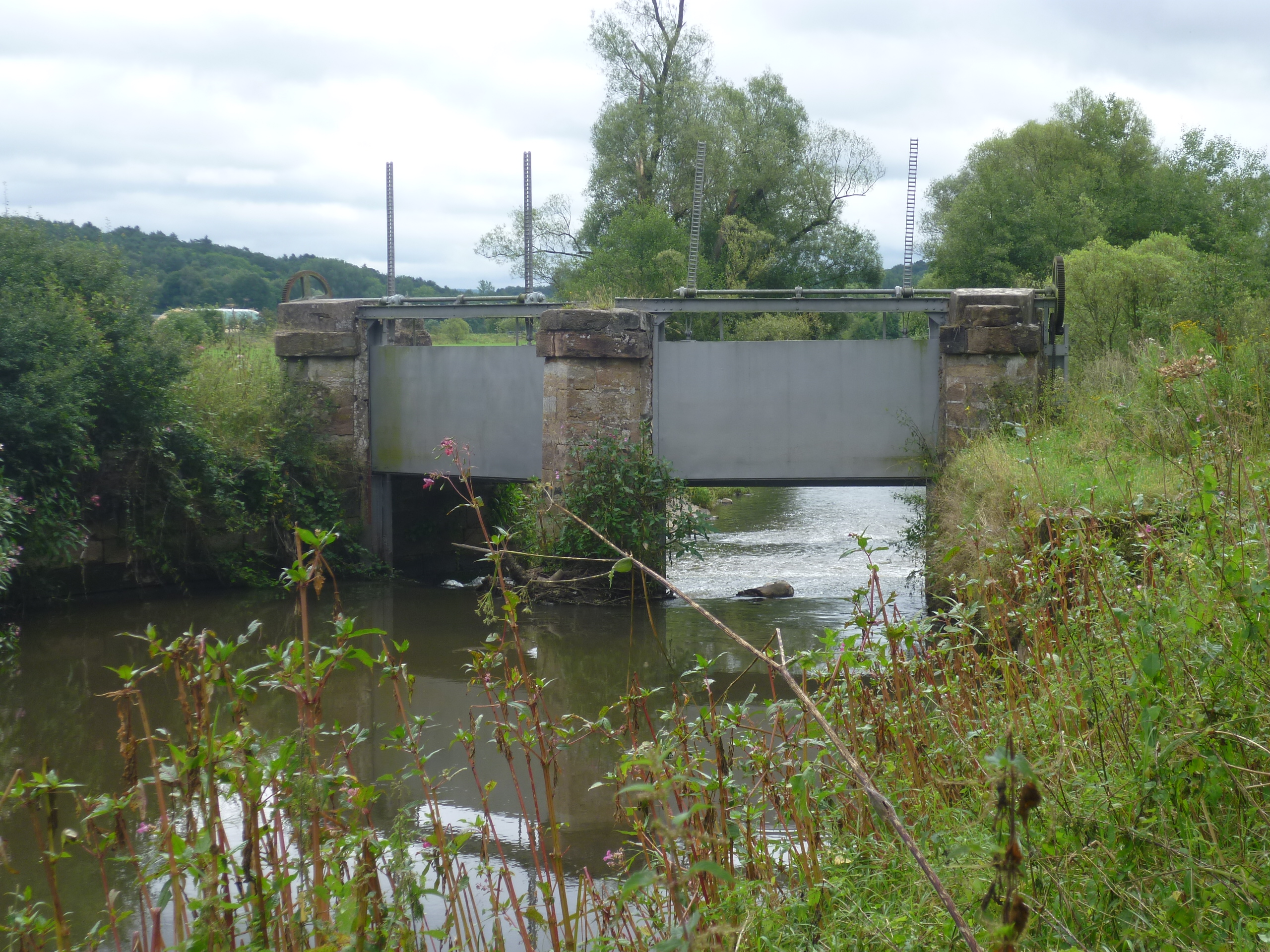
Holzauwehr

### Woogsackermühle
Die Woogsackermühle liegt zwischen Niederbexbach und Altstadt. Sie wurde von Peter Wadsack (Weizsäcker), einem Großgrundbesitzer und Ritter aus Zweibrücken errichtet. Erstmals erwähnt wurde sie in Urkunden aus den Jahren 1340 bis 1356. Im Jahr 1462 wurde sie dem Kloster Wörschweiler  übereignet. Während des Dreißigjährigen Kriegs wurde sie zerstört und um 1700 wieder repariert. Sie wurde dann von Nickel Lancelot, einem Bürger aus Homburg, überschrieben. Seit 1770 ist die Mühle im Familienbesitz der Schleppis. Der Mühlenbetrieb wurde am 8. Dezember 1941 eingestellt.

### Ortsweilerhof
Auf dem Gelände befand sich auch die Siedlung Ortsweiler, die etwa im 14. Jahrhundert zur Wüstung wurde. Die mittelalterliche Burganlage, die Ortswill von Beckensbach gehörte, ist heute nicht mehr erhalten. In Niederbexbach liegt allerdings noch der Ortsweilerhof, ein Aussiedlerhof der Familie Schleppi.

### Naturschutzgebiet Kühnbruch
Das Naturschutzgebiet Kühnbruch erstreckt sich auf 29 Hektar zwischen Altstadt und Niederbexbach. Fast 200 seltene Pflanzenarten sollen dort zu finden sein.

### Naturdenkmal „Die Eiche“
„Die Eiche“ ist der Name eines Naturdenkmals, das Überlieferungen nach von Andreas Limbach 1812 gepflanzt worden sein soll. Bei dem Baum handelt es sich um eine Stieleiche. Sie wurde 2001 von der Naturschutzbehörde gekappt.

### Weitere Sehenswürdigkeiten
- Dorfplatz mit Brunnen
- protestantische Jakobuskirche
- Holzauwehr
- Grenzstein von 1756 am Feilbach
- Ruine eines im Zweiten Weltkrieg errichteten Reservelazarett
- Fischweiher